# Sprengboot Linse

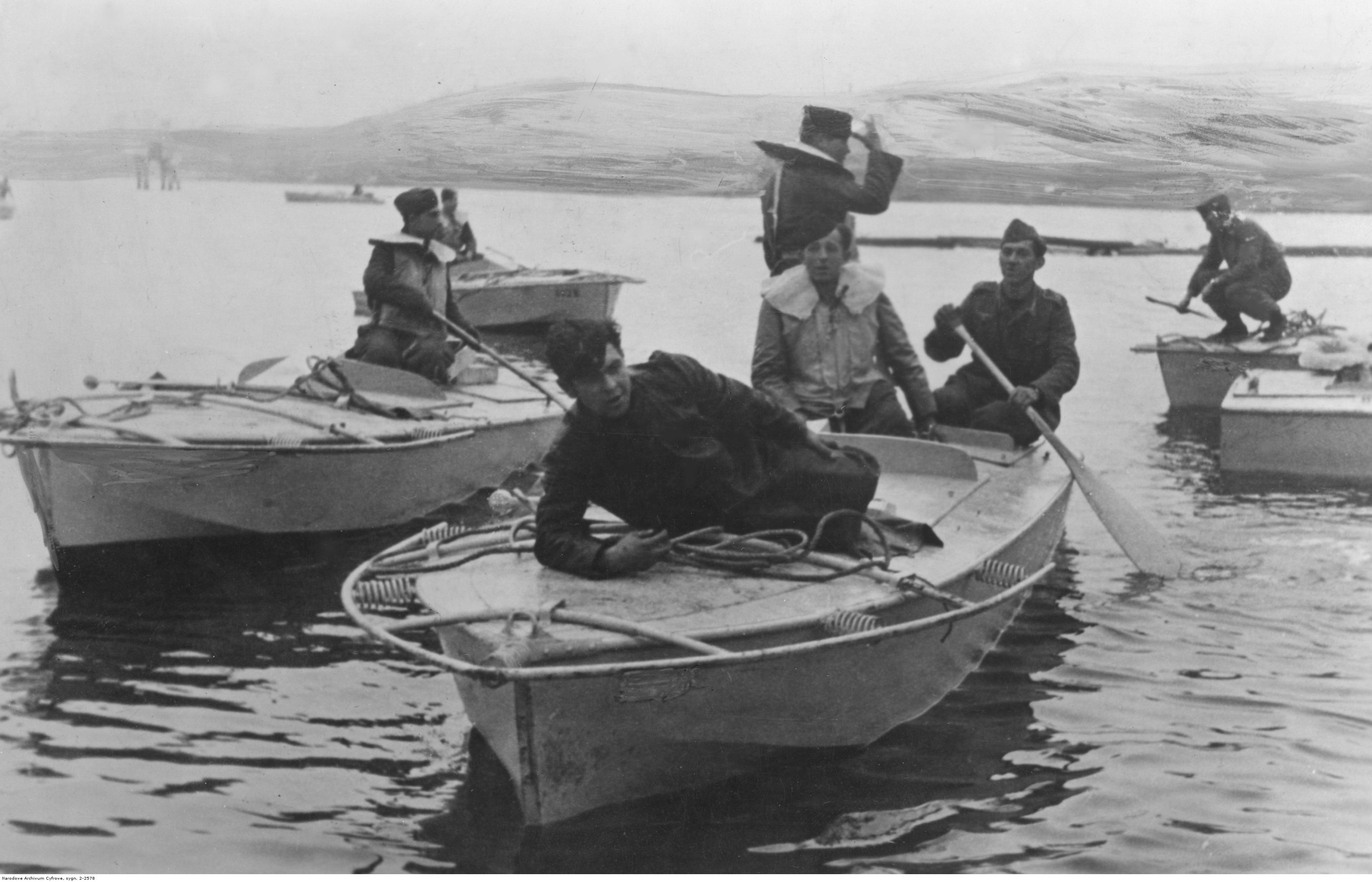
Deutsche Sprengboote kehren nach dem Training auf den Stützpunkt zurück (Dezember 1944)

Das Sprengboot Linse war ein leichtes Sprengboot der deutschen Kriegsmarine gegen Ende des Zweiten Weltkrieges. Seine Verwendung erfolgte bei den Kleinkampfverbänden der Kriegsmarine. Der Entwurf der Linse stammt vom Leiter der Konstruktions- und Erprobungsabteilung der Kleinkampfverbände Schiffbauingenieur Oberleutnant Friedrich-Hans Wendel. Im Oktober 1944 waren 385 Boote gefertigt worden. Bis Kriegsende sollten es 1201 Einheiten werden. Der Fahrbereich lag bei 100 Seemeilen bei einer Geschwindigkeit von 15 Knoten (Marschgeschwindigkeit).

## Einsatzzweck

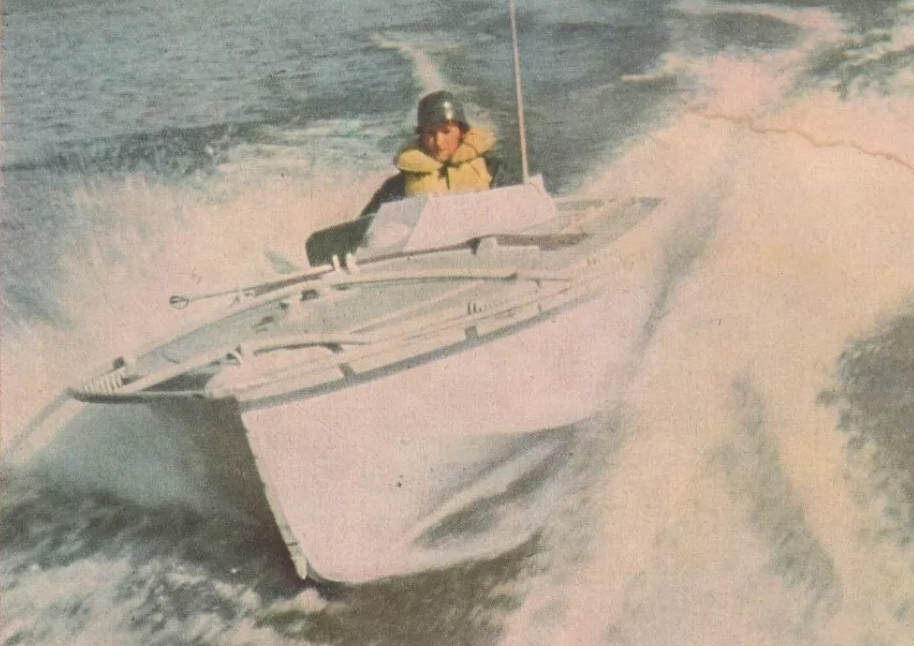
Sprengboot Linse bei Einsatzübung (aus Signal, Nr. 2/1945)

Der Sinn der Linse bestand darin, dass der Pilot in voller Fahrt frontal auf ein Schiffsziel zufuhr und dann ca. 300 Meter davon entfernt vom Boot absprang. Rings um den Bug des Schiffes verlief ein Metallrahmen, dessen Sprungfedern, im Abstand von 15 cm angebracht, beim Aufprall auf das Ziel einen Verzögerungszünder aktivierten. Die Aktivierung des Zünders erfolgte dabei ab einer Kraft von über 800 N. Die Linse selbst versank durch ihre leichte, aber hecklastige Bauweise aus Fichtenholz sofort. Nach etwa drei bis sieben Sekunden detonierte dann die am Heck befindliche Hauptladung, die anfangs aus 300 kg, später aus 480 kg Sprengstoff bestand, unter dem Schiffskörper. Damit sollte ein maximaler Schaden beim angegriffenen Ziel erreicht werden. Ein Angriffsverband bestand in der Regel aus drei Booten, Rotte genannt, die pfeilförmig auf das Ziel zuschossen, wobei sich das vordere Kommandoboot in sicherer Entfernung vom Ziel zurückfallen ließ. Die beiden Sprengboote rasten an ihm vorbei dem Ziel entgegen. Die abgesprungenen Piloten wurden nach Zerstörung des Zieles wieder vom Kommandoboot aus dem Wasser geholt.

## Wirkung
Der Erfolg der Linse war insgesamt gering. Es kam zu Schiffsbeschädigungen, doch konnten keine alliierten Schiffe versenkt werden. Ein spektakulärer Erfolg war das Unternehmen Bruno im September 1944, bei dem Kampfschwimmer unter Einsatz von Linsen die Schleusentore des Antwerpener Hafens sprengten. Der Hafen fiel dadurch für Monate als logistisches Drehkreuz der Alliierten aus.

## Einsatzraum
Das Sprengboot Linse kam vornehmlich bei den Abwehrkämpfen der Kleinkampfverbände auf der holländischen Schelde-Mündung zum Einsatz, die von Mitte 1944 bis Frühjahr 1945 tobte (Schlacht an der Scheldemündung). Darüber hinaus gab es Einsätze im Mittelmeerraum, auf dem Plattensee (Ungarn) sowie auf dem Peipussee (Estland).

## Sonderzubehör
Zwei Nebelkannen und/oder Maschinengewehr bzw. Panzerfäuste zur Nahverteidigung.